# Mošovce
Mošovce (allemand : Moschotz, hongrois : Mosóc) est un village dans la Slovaquie centrale, qui se trouve 40 km au nord de Banská Bystrica.

## Histoire
Mošovce fait partie des plus grands villages de la région Turiec. Sa riche histoire n’est pas seulement justifiée par le grand nombre de ses monuments historiques, mais aussi par le fait que l’histoire de ce village est écrite depuis plus de 770 ans. Les premiers écrits sur le village de Mošovce datent de 1233 avec un acte de donation du roi André II.

À l’origine, Mošovce était composé de deux cités: la première, Machyuch, s’est éteinte à la place de l’actuel Starý rad et la deuxième, Terra Moys, laquelle a donné le nom à ce village, était située à la place de l’actuel Vidrmoch. Et c’est le deuxième nom qui signifie Terre de Mojš, duquel on déduit que le village a appartenu à Mojš il y a longtemps. Mojš pourrait être l’abréviation du nom slave Mojtech, de type similaire à Vojtech ou Mojmír. Historiquement, le nom a été soumis à quelques variations de Mossovych, Mosocz, Mossowecz, villa regia Mayos alio nomine Mossovych, oppidioum Mayus sue Mosocz, Mosocz olim Mayus jusqu'au nom actuel Mošovce.
La vieille partie de Mošovce était auparavant l’ancien hameau Chornukov qui est devenu Čerňakov.
Mošovce s’est d’abord développé comme un village royal avec un barreau libre et dès la deuxième moitié du XIVe siècle comme une ville privilégiée subordonnée au château royal de Blatnica. En 1527, la ville est passée sous le contrôle de la famille de Révay, qui a opprimé les droits de la ville pendant presque 400 ans.
Dans le temps, Mošovce était un important centre artisanal de Turiec. La production artisanale a eu un essor très important avec environ 15 compagnonnages, les plus célèbres étaient la corporation des bottiers et celle des pelleteurs. Mošovce aujourd’hui peut être caractérisé comme un endroit important de recréation avec de nombreuses curiosités.

## Démographie

### Évolution de la population
| Année:               | 1994. | 2004.   | 2014.   | 2024.   |
| -------------------- | ----- | ------- | ------- | ------- |
| Nombre de personnes: | 1340  | 1359    | 1328    | 1342    |
| Différence:          |       | +1,41 % | -2,28 % | +1,05 % |

| Année:               | 2023. | 2024.   |
| -------------------- | ----- | ------- |
| Nombre de personnes: | 1351  | 1342    |
| Différence:          |       | -0,66 % |

## Monuments
Un castel de style rococo-classique de la deuxième partie du XVIIIe siècle avec son parc à l'anglaise mérite certainement une attention particulière. Les autres curiosités du village sont: la maison de naissance de Ján Kollár, l’église catholique néogothique construite à la place de la vieille église avec un autel de grande valeur, l’église protestante datant de 1784, le mausolée avec son musée de l’artisanat, une serre du style Art nouveau et un pavillon construit en 1800.

## Nature
Mošovce a vraiment un environnement unique. Un ensemble d’allées historiques et d’espaces verts créent un paysage très esthétique aux allures de mosaïque et qui se fond au complexe forestier de Veľká Fatra. Ce massif montagneux fait partie des massifs les plus touristiques de la Slovaquie. Les admirateurs de la nature seront émerveillés par les calcites et les dolomites qui dessinent des formes magnifiques, les beautés inexprimables du vallon de Gader, du vallon de Blatnica et d’autres encore.

## Culture spirituelle et traditions de la culture folklorique
Mošovce a donné à la nation slovaque beaucoup de personnages importants, dont les plus connus sont le compositeur Frico Kafenda (1883-1963), l’écrivaine Anna Lacková-Zora (1899-1988), le critique littéraire, historien et poète Štefan Krčméry (1892-1955), le dramaturge baroque Júr Tesák Mošovský (1547-1617), le fondateur du corps des pompiers volontaires de Slovaquie Miloslav Schmidt (1881-1934) et un joueur de football de l'équipe nationale Alexander Horváth (1938-2022).
Le compatriote le plus important est un grand écrivain reconnu par toutes les Nations slaves, le philosophe et prédicateur protestant Ján Kollár (1793-1852) qui a été immortalisé au moins dans deux littératures nationales avec sa composition poétique Slávy dcera. Slávy dcera a eu un effet sur les patriotes de son époque et a servi d’inspiration. Elle s’est imposée dans le monde slave et non slave dans sa version originale ou traduite et a rendu célèbre son auteur pour toujours.

## Galerie

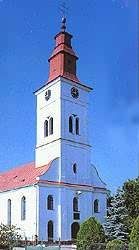
Église protestante à Mošovce
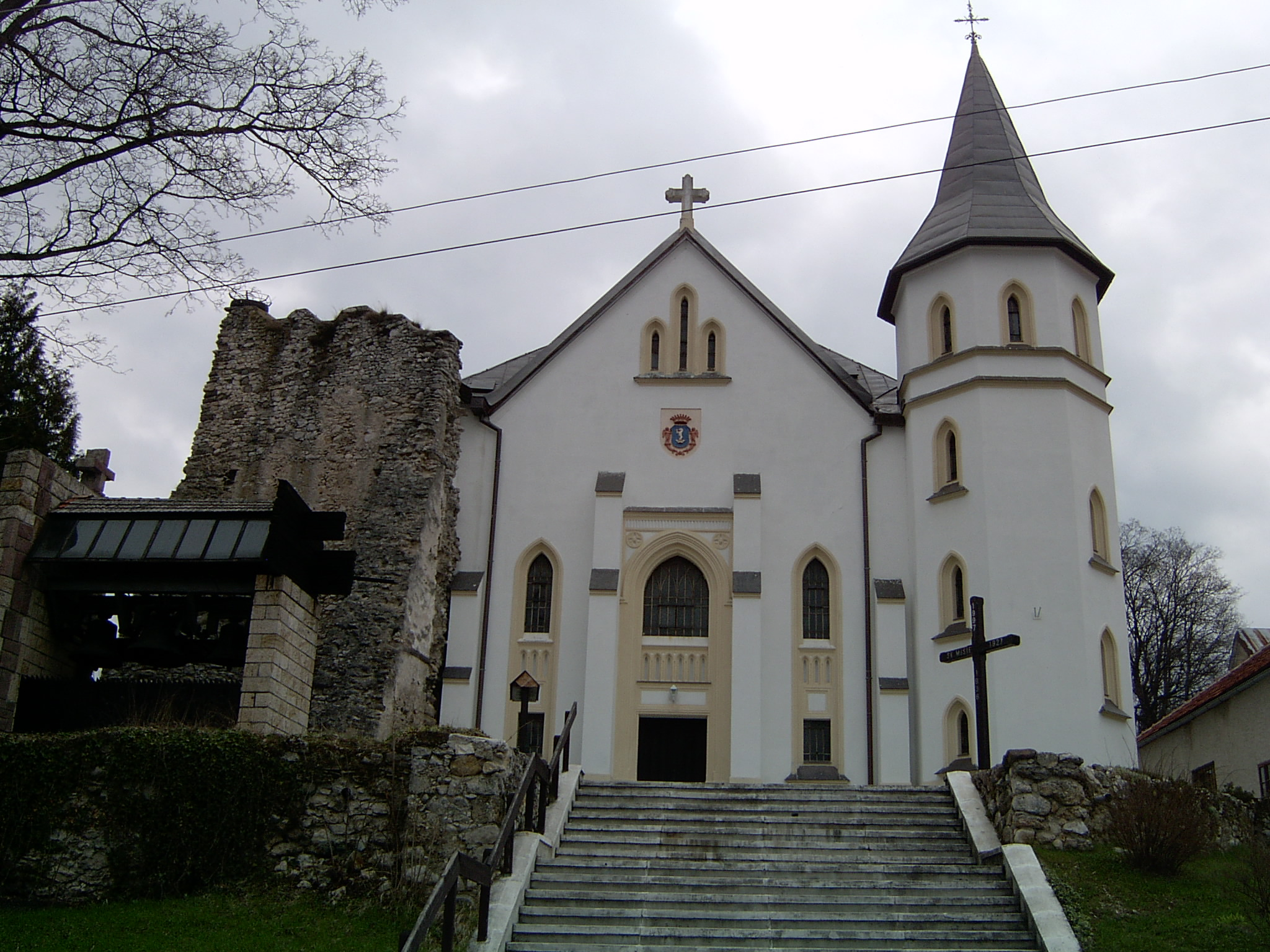
Église catholique à Mošovce
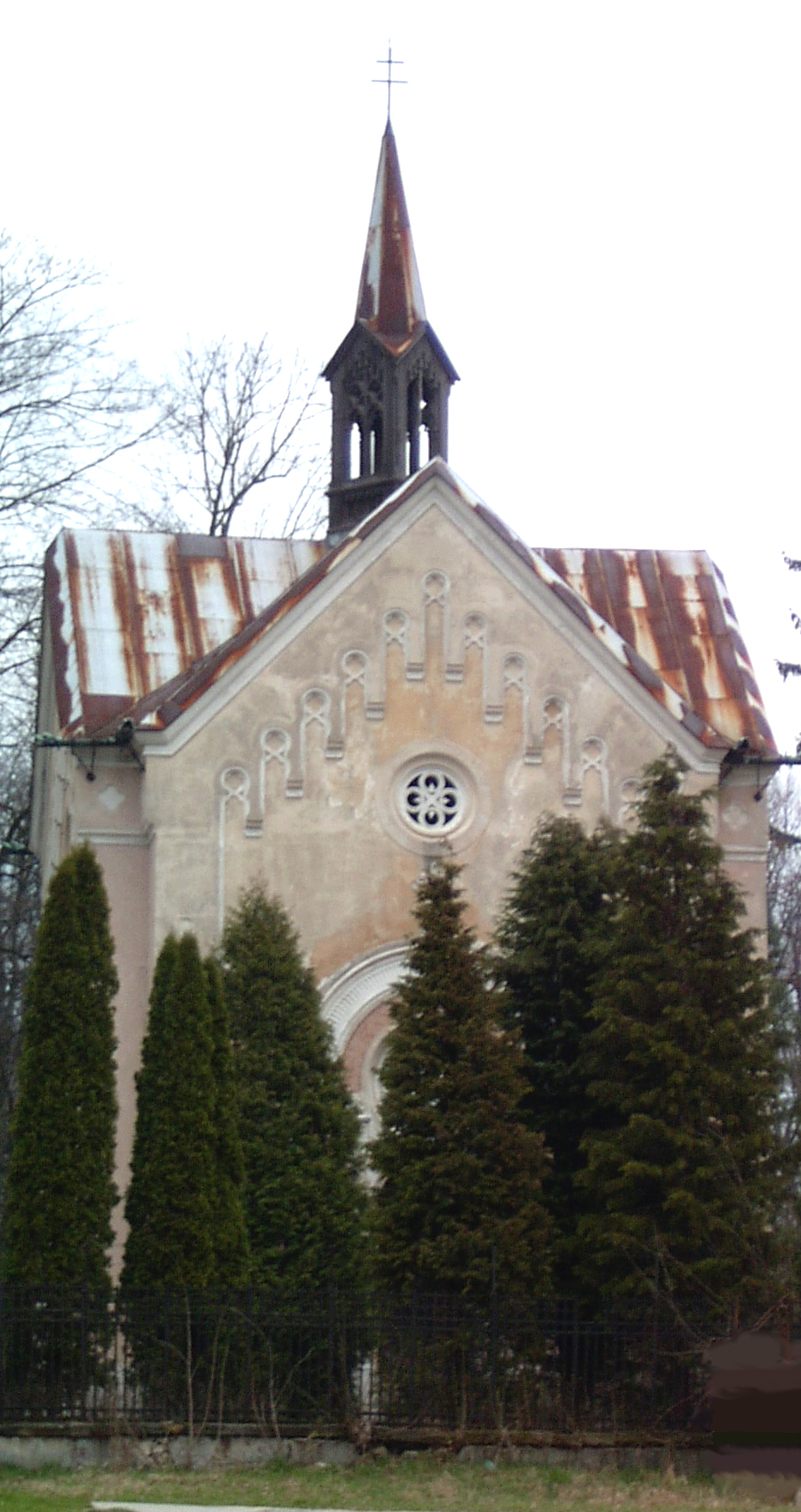
La chapelle, ensuite un mausolée, maintenant un musée à Mošovce
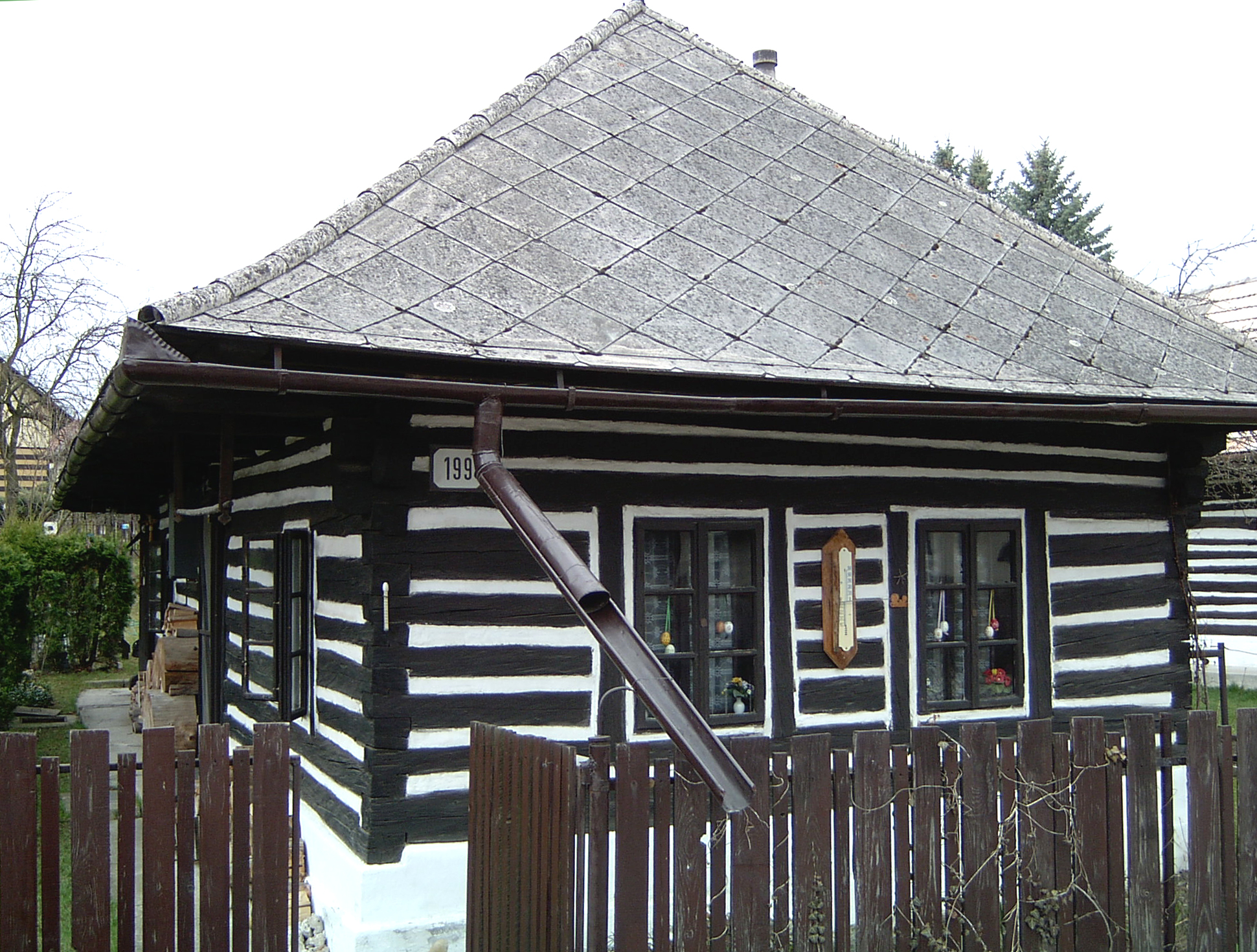
L'architecture originale de maisons de Mošovce
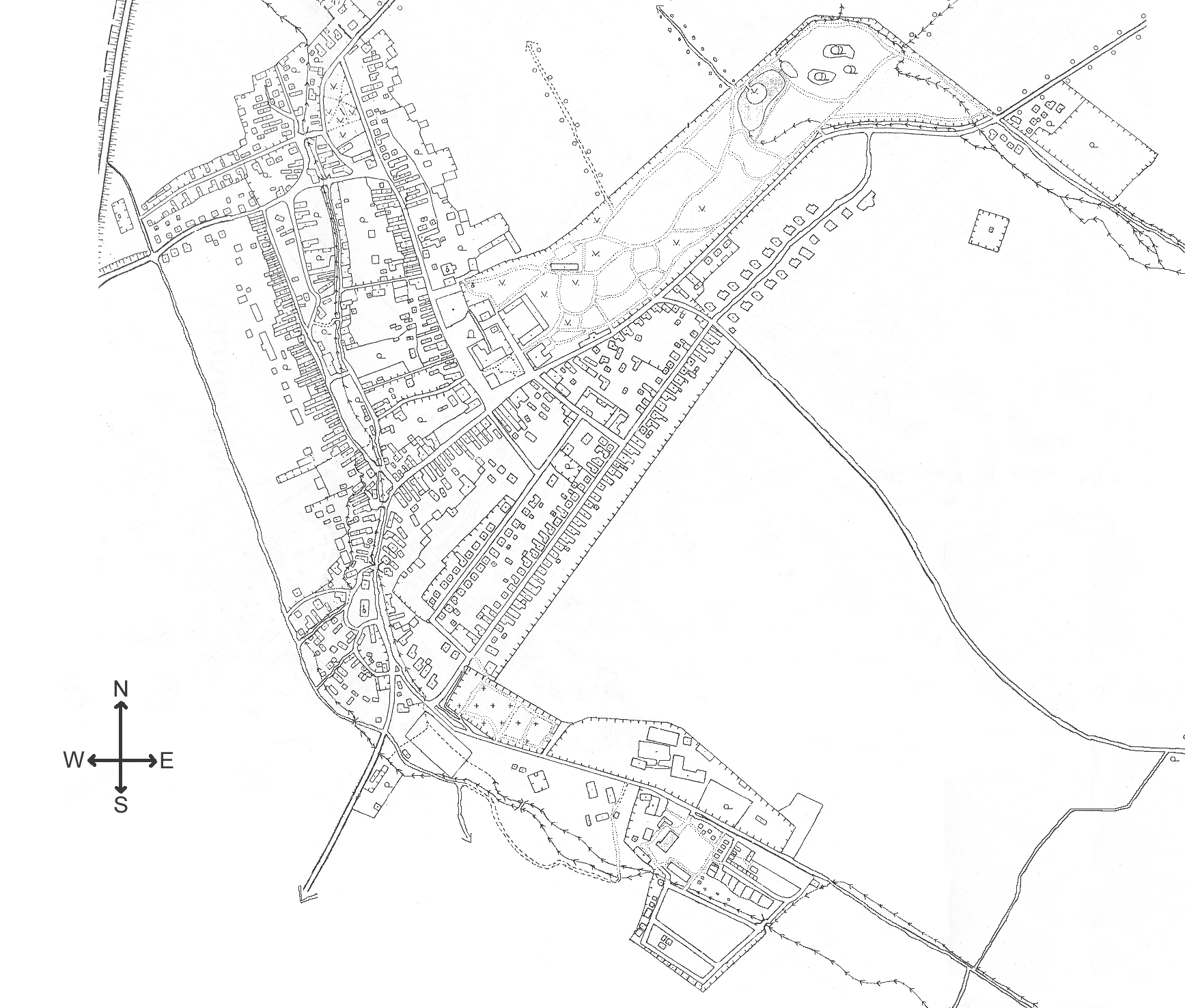
Mošovce